# جون باركلي أرمسترونغ
جون باركلي أرمسترونغ (بالإنجليزية: John Barclay Armstrong)‏ هو ضابط شرطة أمريكي، ولد في 1850، وتوفي في 1 مايو 1913.